# Relações entre Japão e Vietnã
As relações entre o Japão e o Vietnã (japonês: 日越関係; japonês: にちえつかんけい Nichietsukankei; vietnamita: Quan hệ Nhật Bản - Việt Nam) têm mais de um milênio de existência, e o estabelecimento de relações comerciais amistosas pode ser rastreado desde o século XVI, pelo menos. As relações modernas entre os dois países são baseadas nas atividades do Vietnã como um país em desenvolvimento e no papel do Japão como investidor e doador de ajuda externa.

## Comparação entre os países
| Nome oficial                                 | República Socialista do Vietnã | Japão                                                               |
| -------------------------------------------- | --- | ------------------------------------------------------------------- |
| Bandeira                                     | Vietname | Japão                                                               |
| Brasão de Armas                              | Emblem of Vietnam | Imperial Seal of Japan                                              |
| Hino Nacional                                | Tiến Quân Ca | Kimigayo                                                            |
| Dia Nacional                                 | 2 de setembro | 11 de fevereiro                                                     |
| Capital                                      | Hanói | Tóquio                                                              |
| Maior cidade                                 | Cidade de Ho Chi Minh | Tóquio                                                              |
| Governo                                      | Estado unitário; Marxismo-leninismo; Unipartidarismo; Estado socialista; República                                                            | Estado unitário; Parlamentarismo; Monarquia constitucional          |
| Chefe de Estado                              | Võ Văn Thưởng | Naruhito                                                            |
| Chefe de Governo                             | Phạm Minh Chính | Fumio Kishida                                                       |
| Língua oficial                               | Vietnamita | Japonês                                                             |
| Principais religiões                         | 45,3% Religião tradicional vietnamita 28,4% Sem religião 14,9% Budismo 8,5% Cristianismo 1,5% Hoahaoísmo 1,2% Caodaísmo 0,2% Outras religiões | 69% Xintoísmo 66,7% Budismo 1,5% Cristianismo 6,2% Outras religiões |
| Constituição atual                           | 28 de novembro de 2013 | 3 de maio de 1947                                                   |
| Área                                         | 331.699 km² | 377.976 km²                                                         |
| Fuso horário                                 | 1 | 1                                                                   |
| População                                    | 103.808.319 | 125.927.000                                                         |
| Densidade populacional                       | 295/km² | 337/km²                                                             |
| PIB nominal                                  | $408.947 bilhão | $4.912 trilhão                                                      |
| PIB nominal per capita                       | $4.122 | $39.243                                                             |
| PIB (Paridade do Poder de Compra)            | $1.278 trilhão | $6.110 trilhão                                                      |
| PIB (Paridade do Poder de Compra) per capita | $12.881 | $48.814                                                             |
| Índice de Desenvolvimento Humano             | 0,704 | 0,925                                                               |
| Moeda oficial                                | Dong vietnamita | Iene                                                                |

## História

### Contato inicial
No século VIII, Abe no Nakamaro, um descendente da Casa Imperial do Japão, entrou para o serviço civil chinês sob a dinastia Tang e acabou servindo como governador (jiedushi) de Aname de 761 a 767.
Durante o século VIII, diz-se que a arte ritual da corte japonesa, que incluía música orquestral e dança (Bugaku), conhecida como Rinyu-gaku, foi introduzida por um monge estrangeiro chamado "Buttetsu" (Phật Triết) que veio de Rinyu (Reino de Champá).
Uma escavação arqueológica em Kyūshū, a mais a sudoeste das quatro principais ilhas do Japão, revelou fragmentos de uma cerâmica vietnamita com a data inscrita de 1330, mas terminada em 1332.

### Século XVI a XVII

Um navio japonês de selo vermelho do período Edo saindo de Nagasaki para Aname (Vietnã).

Já no século XVI, o contato entre o Japão e o Vietnã ocorreu na forma de comércio e troca. Juntamente com a Tailândia e a Malásia, os navios japoneses de selo vermelho frequentavam os portos vietnamitas. Os registros vietnamitas mostram que, quando o porto de Hội An foi aberto pelo Lorde Nguyễn Hoàng no início do século XVII, centenas de comerciantes japoneses já residiam lá.
Os comerciantes vietnamitas compravam prata, cobre e bronze do Japão em troca de seda, açúcar, especiarias e sândalo vietnamitas, que rendiam um enorme lucro no Japão. Para lidar com o fluxo de comerciantes, um distrito japonês chamado Nihonmachi foi estabelecido em Hội An. O comércio de metais era vital para os governantes, pois eles precisavam de moedas para o comércio e bronze para fundir armas.
Os dois países tinham um alto grau de amizade. O xogum Tokugawa Ieyasu trocou cartas e presentes amigáveis com o Lorde Nguyen. Seu filho, Lorde Nguyễn Phúc Nguyên, casaria sua filha, a Princesa Ngoc Khoa, com Araki Shutaro, um comerciante japonês.

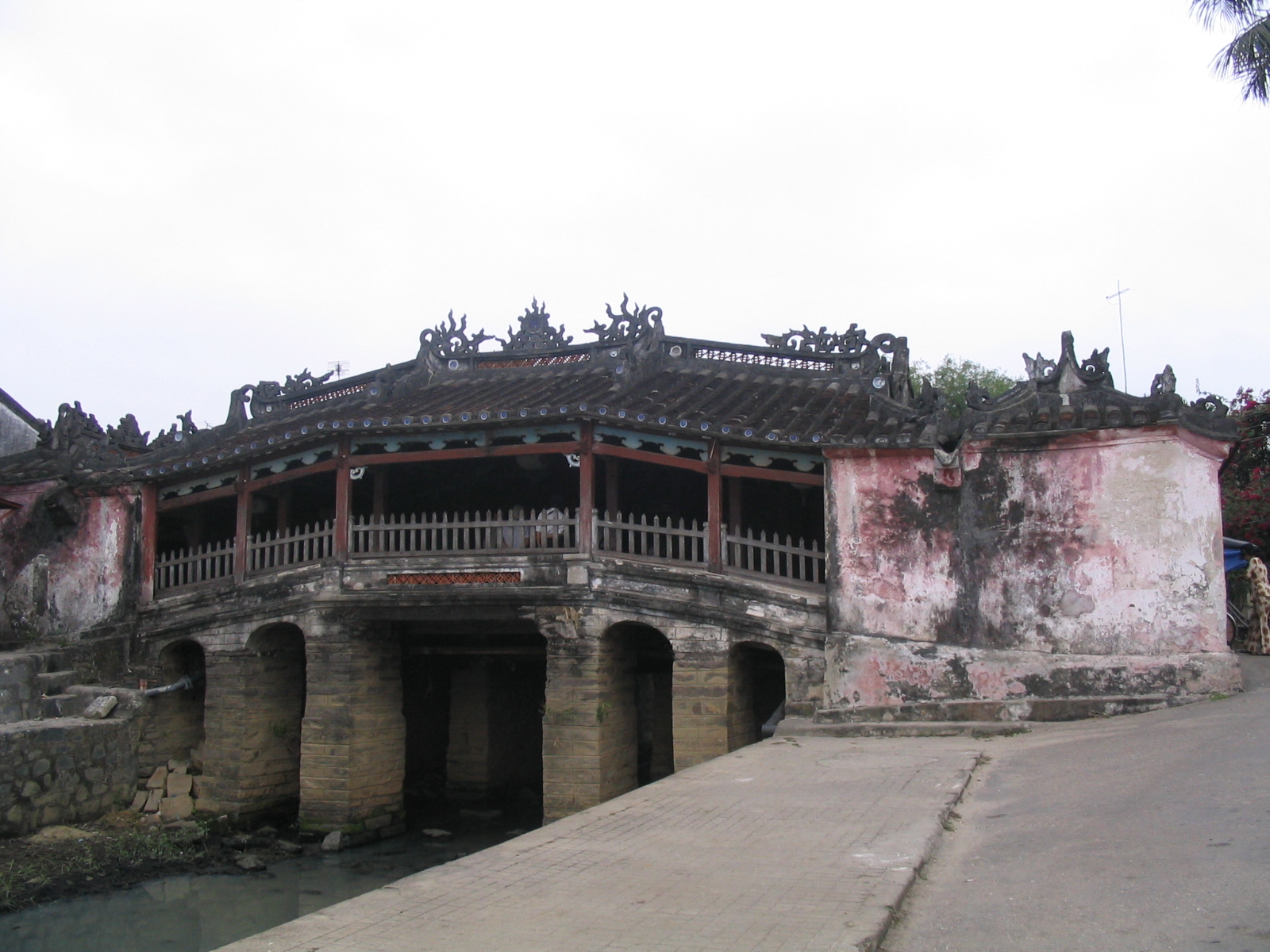
Chùa Cầu, uma ponte coberta construída no Japão em Hội An.

Um total de 34 cartas foram trocadas entre o Xogunato Tokugawa e o que os japoneses chamavam de An Nam Quốc (安南國), sendo que 15 dessas cartas vieram do Xogunato Tokugawa e 19 dos senhores Nguyễn baseados em Quảng Nam. Isso fez do Vietnã um dos países asiáticos com os quais o Xogunato Tokugawa mais trocou mensagens durante esse período.
Quando o Japão entrou em um período de auto-isolamento, o comércio continuou a fluir, seja por meio do planejamento de residentes permanentes ou de comerciantes holandeses intermediários. No entanto, em 1685, o Xogunato Tokugawa tomou conhecimento das minas de prata e cobre superexploradas do país, e uma restrição comercial foi implementada. Devido à importância desses metais, as novas regulamentações reduziram o comércio entre o Japão e o Vietnã, bem como grande parte do sul da Ásia.
Apesar de ter se isolado oficialmente do mundo exterior, ainda é possível encontrar referências às relações vietnamitas-japonesas. A crônica Đại Nam Thực Lục Tiền Biên, escrita durante o século XIX, faz referências a navios comerciais japoneses envolvidos em operações comerciais nas províncias de Gia Định e Biên Hòa em 1679. Na 22ª página do 5º volume de Đại Nam Thực Lục Tiền Biên, há uma observação: "Navios de guerra comandados por (Duong) Ngạn Địch e Hoàng Tiến chegaram ao vilarejo de Bàn Lân (agora na província de Biên Hòa) pelo estuário de Lôi Lạp (agora na província de Gia Định). Eles recuperaram terras e construíram cidades para onde afluíam navios comerciais do Império Qing, de países ocidentais, do Japão e de Java." Isso indica que o comércio entre os dois países existia mesmo depois que a política sakoku foi promulgada.

### Século XIX a XX

#### Século XIX
Um relatório datado do 10º dia do 12º mês do 16º ano do reinado de Gia Long (1817), reunido por Lê Tông Chất (o Delegado Imperial para a região norte), mencionou a história de cinco vietnamitas à deriva que, enquanto viajavam de Gia Định (atual Cidade de Ho Chi Minh) para Huế, foram parar no Japão. O relatório observou que esses soldados deixaram a cidade de Gia Định em meados de 1815 e, após um curto período de tempo, acabaram no Japão. Esses soldados foram resgatados e apoiados por residentes e oficiais japoneses locais e acabaram retornando ao Vietnã pelo portão de fronteira Trấn Nam Quan em 1817, depois de viajarem pela China Qing.
Com a restauração Meiji em 1868, o Japão adotou uma política externa mais voltada para o exterior, parte da qual acabou envolvendo diplomacia e comércio mais ativos com a Indochina Francesa, o estado colonial que continha o território do atual Vietnã. Embora a transformação econômica e a expansão colonial do Japão na Ásia tenham garantido o status legal elevado de seus súditos no exterior (especialmente em colônias europeias como a Indochina Francesa, onde a raça de uma pessoa era um fator de status legal), isso também atraiu a atenção dos oponentes do colonialismo. Vários nacionalistas vietnamitas foram atraídos pelo Japão após a vitória do país na Guerra Russo-Japonesa em 1905, quando Phan Bội Châu incentivou os jovens vietnamitas a viajar para o Japão e estudar em preparação para a revolução contra o governo colonial francês no que foi chamado de movimento Đông Du; entre esses estudantes estava Cường Để, herdeiro do trono da dinastia Nguyễn. A Guerra Russo-Japonesa criou uma tensão diplomática entre a França e o Japão devido à proximidade da França com a Rússia durante o conflito, o que levou ao Tratado Franco-Japonês de 1907. O tratado melhorou as relações entre o Japão e a Indochina Francesa, levando o Japão a reprimir os estudantes vietnamitas do movimento Đong Du que, em 1910, haviam fugido do Japão ou sido deportados, incluindo Cường Để que, assim como Phan Bôi Châu, escapou para um exílio autoimposto.
As mulheres japonesas chamadas Karayuki-san migraram para cidades como Hanói, Haifom e Saigon, na Indochina Francesa colonial, no final do século XIX, para trabalhar como prostitutas e prestar serviços sexuais aos soldados franceses que ocupavam o Vietnã, já que os franceses viam as mulheres japonesas como limpas e elas eram muito populares. Imagens de prostitutas japonesas no Vietnã foram colocadas em cartões postais franceses por fotógrafos franceses. O governo japonês tentou esconder a existência dessas mulheres que foram para o exterior e não as mencionou em livros de história.
Durante o século XIX, a crônica Đại Việt sử ký toàn thư foi distribuída no Japão. Em 1883, Toshiaki Hikida, um oficial militar do Gabinete do Estado-Maior do Exército Imperial Japonês, foi designado para seu posto no Vietnã. Durante sua estada lá, um mandarim local em Hanói lhe deu uma cópia de Đại Việt sử ký toàn thư, que, após retornar ao Japão em 1884, ele publicaria e reimprimiria lá. Posteriormente, a versão de Hikida de Đại Việt sử ký toàn thư seria amplamente divulgada fora do Vietnã.

#### Primeira Guerra Mundial
Em 27 de agosto de 1914, o Japão entrou oficialmente na Primeira Guerra Mundial ao lado dos Aliados (também conhecidos como as potências da Entente). O Japão invadiu e tomou a colônia alemã de Tsingtao e o restante do território arrendado da Baía de Kiauchau. Em novembro de 1914, o Japão suplantaria a esfera de influência alemã no sul da China com sua própria influência política e econômica, colocando-o em concorrência direta com a Indochina Francesa. Apesar do fato de os japoneses apoiarem abertamente vários movimentos secessionistas antifranceses, como o Duy Tân Hội do príncipe Cường Để, a situação francesa na Europa forçou o primeiro-ministro Georges Clemenceau a pedir ajuda aos japoneses.
Clemenceau pediu ao Império do Japão que os ajudasse com o transporte dos trabalhadores e fuzileiros indochineses para a Europa e com o envio de suas próprias forças para ajudar a lutar na Europa. Clemenceau também queria que os japoneses interviessem na Sibéria contra as forças bolcheviques durante a Guerra Civil Russa para garantir o pagamento dos empréstimos franco-russos, que eram cruciais para a economia francesa do pós-guerra.
Durante e após a guerra, as relações econômicas entre a França e o Japão se fortaleceram à medida que o Japão se tornou credor da França, após as dificuldades financeiras desse país resultantes da guerra.

#### Administração franco-japonesa no Vietnã

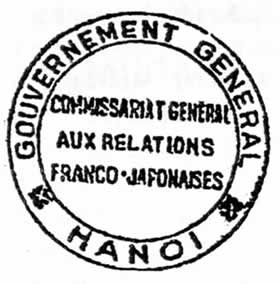
O selo do Comissário Geral para as Relações Franco-Japonesas em Hanói do Governo Geral da Indochina Francesa.

Em junho de 1940, a França caiu nas mãos da Alemanha nazista, o que levou à criação do regime de Vichy, ao qual o governo da Indochina Francesa permaneceu leal, motivado, em parte, pelo desejo de não antagonizar o Japão, que, na época, ocupava o território chinês que fazia fronteira direta com a Indochina. No entanto, o novo alinhamento da Indochina Francesa com as nações do Eixo não conseguiu impedir totalmente a agressão japonesa, pois o Japão estava disposto a usar a força militar contra a Indochina Francesa para atingir seus objetivos estratégicos na região. Em 22 de setembro de 1940, o Japão invadiu o Vietnã em um conflito limitado que garantiu privilégios para posicionar um grande número de tropas em Tonquim, bem como o controle de várias bases importantes; a Indochina Francesa permitiu que o Japão posicionasse tropas no restante da Indochina e cedeu mais bases em julho de 1941. Depois, o Japão também começou a construir suas próprias bases militares para atacar os Aliados no Sudeste Asiático. A ocupação japonesa foi parcial, na qual a Indochina Francesa manteve o controle sobre suas próprias forças armadas e a maioria dos aspectos do governo e da administração. Mesmo assim, quando o Japão fez exigências ao governo colonial francês, ele não estava em posição de recusar. Como resultado, à medida que a guerra avançava, a Indochina Francesa concedia cada vez mais privilégios econômicos às empresas japonesas. Esse relacionamento precário entre o Japão e a Indochina Francesa continuou até março de 1945, quando o governo colonial foi deposto e substituído por um governo chamado Império do Vietnã, essencialmente um estado fantoche japonês, que permaneceu no local por apenas alguns meses até a rendição do Japão em agosto de 1945.

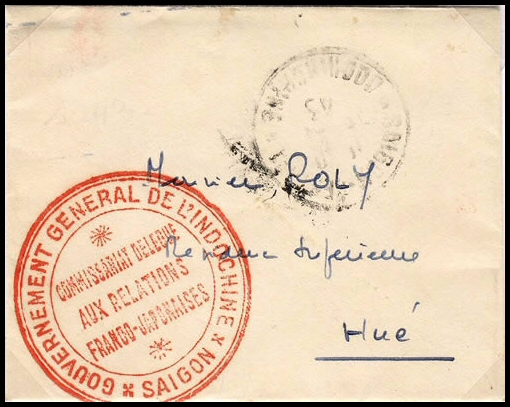
O selo do Comissário Delegado para as Relações Franco-Japonesas em Saigon do Governo Geral da Indochina Francesa.

Embora o Japão mantivesse um relacionamento cordial, porém tenso, com o governo colonial francês, ele também trabalhou para estabelecer relacionamentos independentes com várias facções políticas vietnamitas com históricos de oposição à autoridade francesa, principalmente a seita budista Hoa Hao e os adeptos do Cao Dai, como forma de minar a autoridade francesa por meio do estabelecimento de sua própria base de apoio político local. O Viet Minh, fundado em maio de 1941, participou regularmente de combates de guerrilha com as forças japonesas (e francesas) até sua rendição aos Aliados em 1945; o Partido Nacionalista Vietnamita (Việt Nam Quốc Dân Đảng, ou VNQDĐ) também lutou contra as forças japonesas na China e na Indochina.
Em Hanói, de 15 a 20 de abril de 1945, a Conferência Militar Revolucionária de Tonquim do Viet Minh emitiu uma resolução pedindo um levante geral, resistência e guerrilha contra os japoneses, estabelecendo sete zonas de guerra em todo o Vietnã e insistindo que o único caminho para o povo era a resistência armada contra os japoneses e a expulsão do governo fantoche vietnamita que os servia. A resolução também pedia que os franceses reconhecessem a independência do Vietnã e que o governo francês liderado por De Gaulle (Aliados da França) cooperasse com os vietnamitas contra o Japão.

#### Eventos após o golpe de Estado japonês na Indochina Francesa
As políticas japonesas para o tempo de guerra no Vietnã foram aplicadas às custas do povo vietnamita. Os japoneses ordenaram a destruição de campos de arroz em favor do cultivo de juta e acumularam arroz para uso doméstico, o que resultou na fome de 1945 no Vietnã, na qual 400 mil a 2 milhões de vietnamitas morreram de fome.
Em julho, o Viet Minh liderou tentativas de forçar uma entrada nos silos de arroz japoneses e redistribuí-lo aos camponeses famintos. No mês seguinte, Trường Chinh escreveu um artigo intitulado "Política dos piratas japoneses em relação ao nosso povo" na edição nº 3 da Communist Review (Tạp chí Cộng sản). No artigo, Trường Chinh refutou as alegações japonesas de ter libertado o Vietnã da França e entrou em detalhes sobre as atrocidades japonesas, como saques, massacres e estupros contra o povo vietnamita em 1945.

#### 1946–1976

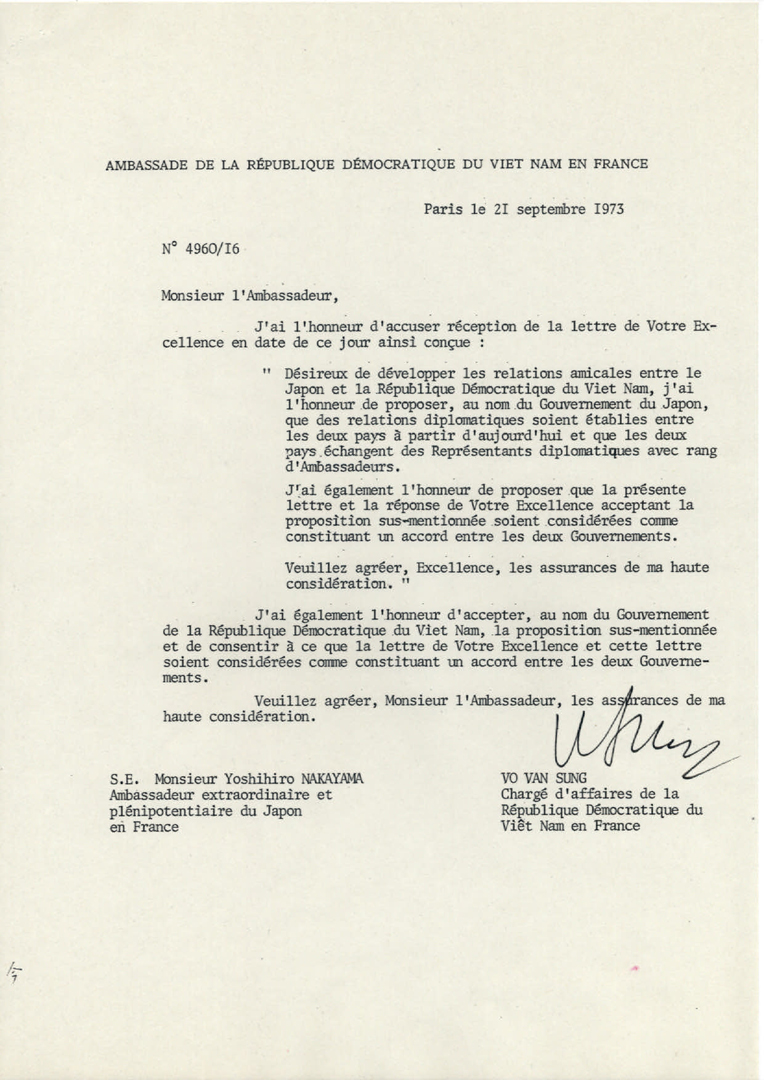
O documento que estabelece relações bilaterais oficiais entre o Japão e o Vietnã do Norte, assinado em Paris, França, em 21 de setembro de 1973.

Depois de 1945, vários soldados japoneses permaneceram na Indochina Francesa, muitos deles tomaram noivas vietnamitas e tiveram filhos com elas (Hāfu). Muitos desses soldados japoneses remanescentes trabalhariam com Ho Chi Minh e com o Partido Comunista Indochinês depois da guerra para lutar contra o colonialismo francês. Em 1954, o governo vietnamita ordenou que os soldados japoneses voltassem para casa. Eles foram "incentivados" a deixar suas famílias para trás, abandonando seus filhos no Vietnã. As crianças meio-japonesas deixadas para trás no Vietnã depois de 1954 foram submetidas a uma dura discriminação. Essas crianças eram geralmente criadas por mães solteiras que eram duramente condenadas por terem dormido com soldados japoneses durante a guerra.
Apesar de não haver laços diplomáticos oficiais entre o Japão e o Vietnã do Norte entre 1954 e 1973, os intercâmbios privados estavam sendo gradualmente reconstruídos. Em março de 1955, foi fundada a Associação de Amizade Japão-Vietnã e, em agosto do mesmo ano, foi criada a Associação Comercial Japão-Vietnã. Posteriormente, em 1965, foi criada a Associação de Amizade Vietnã do Norte-Japão para ajudar a manter relações não oficiais entre os dois países.
Uma revista de economia do Vietnã do Norte, Nghiên cứu Kinh tế, nas páginas 60-80 da edição nº 57, publicou um artigo acusando o Japão de implementar políticas econômicas neocoloniais. Os norte-vietnamitas alertaram os outros asiáticos que eles deveriam "aumentar sua vigilância sobre todas as atividades dos magnatas financeiros japoneses, intensificar sua luta contra as políticas de agressão econômica do Japão e bloquear prontamente seus planos agressivos" para "cortar as asas" do imperialismo norte-americano. O artigo denunciava a aliança entre os EUA e o Japão e o neocolonialismo japonês e pedia que os anti-imperialistas e os socialistas os interrompessem no Japão.
Durante a Guerra do Vietnã, nas décadas de 1960 e 1970, o Japão sempre incentivou um acordo negociado o mais cedo possível. Mesmo antes do fim das hostilidades, o Japão entrou em contato com o governo da República Democrática do Vietnã (Vietnã do Norte) e chegou a um acordo para estabelecer relações diplomáticas em setembro de 1973. A implementação, no entanto, foi atrasada pelas exigências norte-vietnamitas de que o Japão pagasse o equivalente a US$ 45 milhões em reparações da Segunda Guerra Mundial em duas parcelas anuais, na forma de concessões de "cooperação econômica". Cedendo às exigências vietnamitas, o Japão concordou em pagar as reparações e abriu uma embaixada em Hanói em 11 de outubro de 1975, após a unificação do Vietnã do Norte e do Vietnã do Sul na República Socialista do Vietnã.
Em 30 de janeiro de 1976, o cônsul-geral do Japão em Honolulu, nos Estados Unidos, Takaaki Hasegawa, foi nomeado o primeiro embaixador no Vietnã do Norte.

#### Após a Guerra do Vietnã
Em 1978, o governo japonês concedeu o primeiro empréstimo de assistência oficial para o desenvolvimento à República Socialista do Vietnã. Essa concessão inicial deveria ser usada para a aquisição de produtos e serviços associados, com a condição de que os fornecedores pudessem ser de qualquer país e não se limitassem exclusivamente a empresas de propriedade de japoneses. Enquanto isso, o comércio japonês com o Vietnã - US$ 285 milhões em 1986 - era realizado por meio de empresas comerciais japonesas e da Associação Comercial Japão-Vietnã, composta por cerca de 83 empresas japonesas. As autoridades do governo japonês também visitaram Hanói em apoio ao comércio, mas o fracasso do Vietnã em pagar as dívidas públicas e privadas pendentes inibiu o crescimento do comércio. As exportações japonesas para o Vietnã se concentraram em produtos químicos, têxteis, maquinário e equipamentos de transporte. Em contrapartida, as exportações vietnamitas para o Japão eram compostas principalmente por produtos marítimos e carvão.
No final da década de 1980, o Vietnã enfrentou o isolamento internacional, a diminuição do apoio do Bloco de Leste, a resistência armada contínua no Laos e problemas econômicos de grande escala no país. Hanói retirou a maior parte, se não todas, de suas tropas de combate do Camboja em 1989. Apelou aos países desenvolvidos para que abrissem canais de cooperação econômica, comércio e ajuda. Embora algumas empresas japonesas estivessem interessadas em investimentos e comércio com o Vietnã e o Camboja, o governo japonês ainda se opunha à cooperação econômica com esses países até que houvesse um acordo abrangente no Laos. Essa posição era basicamente consistente com a política dos Estados Unidos na época. O Japão deu garantias informais de que estava preparado para arcar com uma grande parte do ônus financeiro para ajudar na reconstrução do Laos, sempre que um acordo abrangente fosse alcançado, e para ajudar a financiar a UNimporta ou outras forças internacionais de manutenção da paz, caso fossem necessárias.
O Japão cumpriu suas promessas. Após a Ata Final da Conferência Internacional de Paris sobre o Camboja entre as partes do Laos, a Indonésia (como copresidente com a França) e os cinco membros permanentes do Conselho de Segurança das Nações Unidas, o Japão prontamente restabeleceu as relações diplomáticas e acabou com as restrições econômicas com o Camboja e o Vietnã. Em novembro de 1992, Tóquio ofereceu ao Vietnã US$ 370 milhões em ajuda. O Japão também assumiu um papel de liderança nas atividades de manutenção da paz no Camboja. Yasushi Akashi, subsecretário da ONU para o desarmamento, era chefe da Autoridade de Transição da ONU no Camboja, e o Japão prometeu US$ 3 milhões e até enviou aproximadamente 2.000 funcionários, incluindo membros das Forças de Autodefesa do Japão, para participar diretamente da manutenção da paz recentemente restaurada. Apesar da perda de um soldado da paz japonês morto em uma emboscada, a força permaneceu no Camboja até que os cambojanos pudessem eleger um novo governo.
Após a guerra, o Vietnã ingressou na Associação de Nações do Sudeste Asiático (ASEAN) em 1995 e as consultas da ASEAN Plus Three, que incluem China, Japão e Coreia do Sul, foram estabelecidas em 1997. Essas nações compartilham um lugar na economia e na estrutura de segurança do Sudeste Asiático.
Em 30 de outubro de 1998, foi iniciado o projeto de construção do Túnel Hải Vân, que foi financiado principalmente por um empréstimo fornecido pelo Fundo Japonês de Cooperação Econômica Ultramarina. O túnel ajuda a conectar as principais cidades de Huế e Đà Nẵng.

### Século XXI

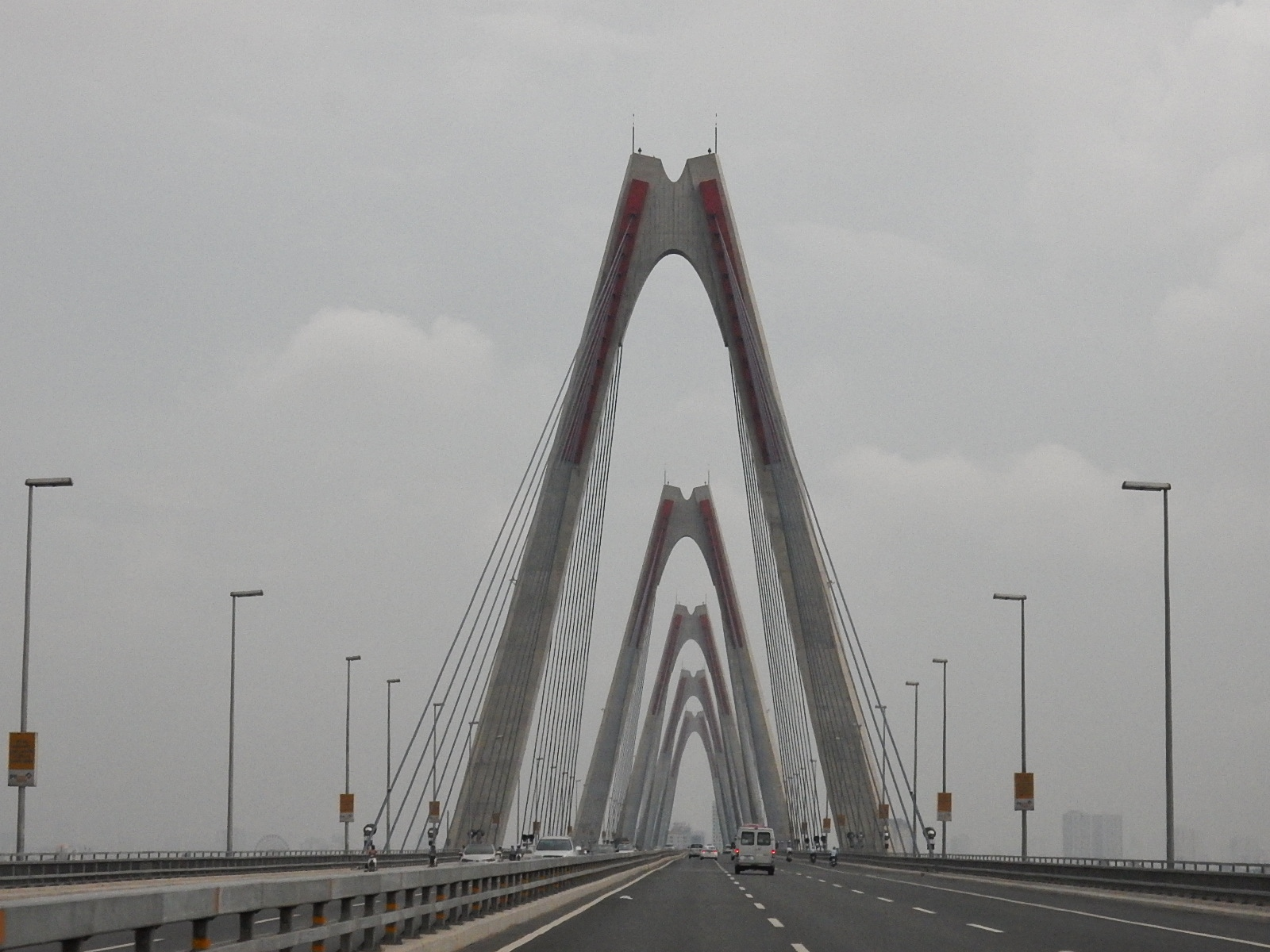
Ponte Nhật Tân em Hanói, financiada pela Agência de Cooperação Internacional do Japão.

No início de 2000, o Banco Japonês de Cooperação Internacional financiou um projeto de construção de uma ponte no Rio Vermelho (Ponte Thanh Trì), bem como a construção da parte sul do Anel Viário nº 3 de Hanói. A Ponte Thanh Trì, na época de sua inauguração, era o mais longo dos sete viadutos na área de Hanói que conectam os dois lados do Rio Vermelho.
Em dezembro de 2003, foi estabelecida a Iniciativa Conjunta Vietnã-Japão, que foi criada para tornar o Vietnã mais amigável para as empresas japonesas.
O Japão tornou-se gradualmente o maior país doador do Vietnã. Em 2007, prometeu US$ 890 milhões em ajuda ao país, um aumento de 6,5% em relação ao nível de 2006, que foi de US$ 835,6 milhões. A assistência oficial para o desenvolvimento prometida para 2011 pelo Japão chegou a US$ 1,76 bilhão, quatro vezes maior do que a doação da Coreia do Sul, o segundo maior doador do Vietnã, com US$ 412 milhões. Além disso, o valor comprometido pelo Japão para 2012 de doação ao Vietnã aumentou para US$ 3 bilhões.
A cooperação bilateral em defesa foi aprimorada desde o incidente Haiyang Shiyou 981 em 2014, já que ambos os países enfrentaram problemas territoriais com a China. Em um discurso em maio de 2014, o primeiro-ministro japonês Shinzo Abe afirmou que o Japão daria às nações do Sudeste Asiático seu "máximo apoio" nas disputas territoriais no Mar do Sul da China. Em março daquele ano, os líderes do Vietnã e do Japão concordaram em aprimorar as relações bilaterais para que se tornassem uma "Parceria Estratégica Ampla para a Paz e a Prosperidade na Ásia". Esse novo relacionamento prometia permitir que os dois países colaborassem mais estreitamente entre si em um grande número de áreas, incluindo política, economia, segurança nacional, cultura e intercâmbio.
Em 2017, o imperador japonês Akihito e sua esposa, a imperatriz Michiko, visitaram Hanói. Como parte da visita oficial, o imperador Akihito se reuniu com várias crianças que foram abandonadas após o fim da guerra. Depois de ouvir as histórias, o imperador Akihito disse que entendia que as famílias abandonadas dos soldados japoneses haviam sofrido muitas dificuldades após a guerra.
Em 19 de outubro de 2020, o primeiro-ministro japonês Yoshihide Suga visitou o primeiro-ministro vietnamita Nguyễn Xuân Phúc, e eles concordaram em cooperar em questões regionais, incluindo o Mar do Sul da China, onde a crescente agressividade da China tem atraído a preocupação dos estados vizinhos. Após a visita do Ministro das Relações Exteriores da China, Wang Yi, ao Vietnã em setembro de 2021, o Ministro da Defesa do Japão, Nobuo Kishi, logo em seguida fez sua visita, assinando um acordo para exportar equipamentos e tecnologia de defesa de fabricação japonesa para o país do Sudeste Asiático e os dois países concordando em aumentar a cooperação em meio às preocupações com a China. Em 28 de setembro de 2022, por ocasião do funeral de Estado de Shinzo Abe, ex-primeiro-ministro do Japão, em Tóquio, o presidente do Vietnã, Nguyễn Xuân Phúc, foi um dos sete chefes de Estado que se reuniram com o imperador japonês Naruhito.
O primeiro-ministro vietnamita Phạm Minh Chính participou da 49ª Cúpula do G7 em Hiroshima, Japão, em 2023.

## Missões diplomáticas
| Do Vietnã no Japão - Tóquio (Embaixada) - Osaka (Consulado) - Fukuoka (Consulado) | Do Japão no Vietnã - Hanói (Embaixada) - Cidade de Ho Chi Minh (Consulado) - Da Nang (Consulado) |

### Embaixadores vietnamitas no Japão

#### Embaixadores do Vietnã do Sul no Japão
1. Đinh Văn Kiểu (1955, Encarregado de negócios)
2. Nguyễn Ngọc Thơ (1955–1956)
3. Bùi Văn Thinh (1956–1962)
4. Nguyễn Huy Nghĩa (1963)
5. Nguyễn Văn Lộc (1963–1965, Encarregado de negócios)
6. Nguyễn Duy Quang (1965–1967)
7. Vĩnh Thọ (1967–1970)
8. Đoàn Bá Cang (1970–1972, Encarregado de negócios)
9. Đỗ Vạng Lý (1972–1974)
10. Nguyễn Triệu Đan (1974–1975, até a Queda de Saigon)

#### Embaixadores da República Socialista do Vietnã no Japão
1. Nguyễn Giáp (1976–1980)
2. Nguyễn Tiến (1981–1984)
3. Đào Huy Ngọc (1984–1987)
4. Võ Văn Sung (1988–1992)
5. Nguyễn Tâm Chiến (1992–1995)
6. Nguyễn Quốc Dũng (1995–1999)
7. Vũ Dũng (1999–2003)
8. Chu Tuấn Cáp (2003–2007)
9. Nguyễn Phú Bình (2008–2011)
10. Đoàn Xuân Hưng (2012–2015)
11. Nguyễn Quốc Cường (2015–2018)
12. Vũ Hồng Nam (2018–2022)
13. Phạm Quang Hiệu (2023–atualmente)